# Johann Ulrich von Concin

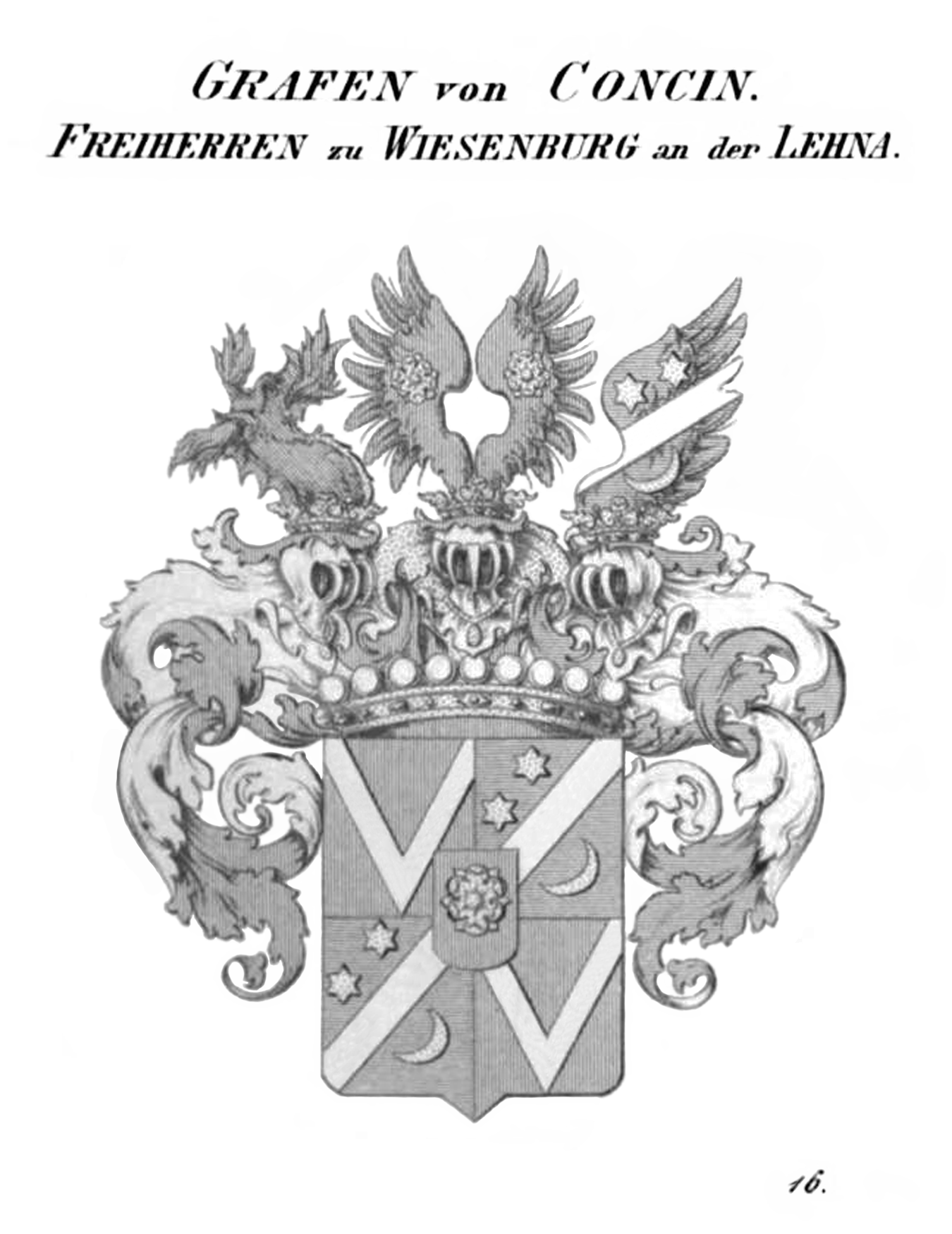
Wappen der Grafen von Concin

Johann Ulrich seit 1645 Graf Concin von Penna (* 1590) war ein österreichischer Adliger, Gutsbesitzer, kaiserlicher Feldhauptmann und niederösterreichischer Landstand Augsburger Konfession der 1647 im Westfälischen Frieden eine Bittschrift unterzeichnete, in der er die freie Religionsausübung forderte.

## Leben
Er stammte aus dem Adelsgeschlecht Concin. Seine Eltern waren der kaiserliche Kämmerer und Feldhauptmann Johann Christoph von Concin zu Droß, auf Wocking und Wildenstein († 1596 gefallen im Türkenkrieg) und dessen zweite Ehefrau Barbara geb. von Pranckh, die Tochter von Ulrich von Pranckh und Maxentia geb. von Neudeck. Johann Ulrich von Concin lebte von 1620 bis 1649 als toleriertes Landesmitglied Augsburger Konfession auf seinen Gütern in Niederösterreich, obwohl von der österreichischen Aristokratie bereits 1628 die Konversion verlangt wurde. 1619 hatte sein jüngerer Bruder Johann Gabriel von Concin (* 1595), als österreichisches Landesmitglied Augsburger Konfession, die Huldigung Kaiser Ferdinand II. als Erzherzog von Österreich verweigert und war folglich 1620 von Österreich in das Markgrafentum Brandenburg-Bayreuth exuliert. Johann Ulrich von Conzin war Besitzer der Rittergüter Wocking, Wildenstein, Droß, Weinzierl, Engelhartstetten und Niederweiden. 1645 erhob ihn Kaiser Ferdinand III. mit seinen Vettern in den erblichen Reichsgrafenstand. Im Westfälischen Frieden war er unter den Ständen und Landesmitgliedern in Niederösterreich, die sich zur evangelisch-lutherischen Konfession bekannt hatten und eine beim Frieden von Münster 1647 vorgelegte Bittschrift unterzeichnete, die eine freie Religionsausübung garantieren sollte. Sein ältester Sohn Johann Ernst Graf von Concin, wirklicher Kämmerer Kaiser Leopold I. verkaufte am 12. September 1686 die Güter Niederweiden und Engelhartstetten an den kaiserlichen Feldmarschall Ernst Rüdiger von Starhemberg. 1705 nahm Johann Ernst von Concin noch mit seinem Sohn Johann Anton als niederösterreichische Landstände bei Erbhuldigung Kaiser Joseph I. als regierenden Erzherzog von Österreich teil.

## Familie
Johann Ulrich von Concin heiratete in erster Ehe Elisabeth von Dörr († 1629), die Tochter von Hans Friedrich von Dörr († 1615) mit dem die Familie ausstarb und Elisabeth geb. von Concin. Auch die Dörr, von denen Concin das niederösterreichische Gut Altenburg erbte, war im Laufe der Geschichte zum Protestantismus konvertiert. In zweiter Ehe heiratete er 1632 Sabina Freiin von Polheim, die Tochter von Gottfried von Polheim und Elisabeth geb. Freiin von Egg und Hungersbach (* 12. August 1607). Aus der zweiten Ehe gingen folgende fünf Kinder hervor:
1. Regina Elisabeth von Concin, Obersthofmeisterin der Christiane Eberhardine von Brandenburg-Bayreuth,[3] ⚭ Mathias Händl von Gobelsburg
2. Anna Rosina von Concin († 1709), ⚭ Julius Friedrich von Wolfskehl († 1703), Hofratspräsident des Markgrafen von Brandenburg-Ansbach
3. Johann Ernst Graf von Concin († nach 1705), wirklicher Kämmerer Kaiser Leopold I., ⚭ Anna Catharina Magdalena Freiin von Gienger
4. Maria Eleonora von Concin, ⚭ Friedrich Freiherr von Metzsch, königlich-polnischer und kursächsischer Kämmerer
5. Johann Friedrich Graf von Concin († 1667), starb auf einer Reise in Frankreich